# لويس فرانكو
لويس فرانكو (مواليد 14 يناير 1986) هو ملاكم كوبي، مثّل بلاده في الألعاب الأولمبية الصيفية 2004.

## روابط خارجية
لويس فرانكو على موقع بوكس ريك (الإنجليزية) (registration required)
- لويس فرانكو على موقع أوليمبيديا (الإنجليزية)